# Guna (woreda)
Pour les articles homonymes, voir Guna (homonymie).
Guna est un woreda du centre-est de l'Éthiopie situé dans la zone Arsi de la région Oromia. Détaché du woreda voisin Merti dans les années 2000, il a 76 365 habitants en 2007. Aba Jimma et Moyo sont ses principales agglomérations.

## Situation
Le woreda Guna est entouré par Merti, Aseko, Gololcha, Chole et Jeju dans le nord-est de la zone Arsi.
Aba Jimma se trouve une trentaine de kilomètres au sud-est d'Abomsa, tandis que Moyo se trouve dans le sud du woreda sur la route reliant Dera à Chole et à Chancho.
Moyo peut également s'appeler « Moye » voire « Guna » comme le woreda.

## Population
Au recensement national de 2007, le woreda compte 76 365 habitants dont 7 % de citadins comprenant les 4 014 habitants d'Aba Jimma et 1 544 habitants à Moyo. La majorité des habitants du woreda (60 %) sont musulmans et 40 % sont orthodoxes.
En 2022, la population du woreda est estimée à 110 515 personnes avec une densité de population de 235 personnes par km2 et 470 km2 de superficie.